# Gregorio García de la Cuesta
Gregorio García de la Cuesta y Fernández de Celis (9 de mayo de 1741, La Lastra, Tudanca, Cantabria - 26 de noviembre de 1811, Palma de Mallorca) fue un militar español.
Participó en diversos conflictos armados, pero es célebre sobre todo por su participación en la Guerra de Independencia española. Fue Capitán general del Ejército, presidente del Consejo de Castilla y capitán general de las Islas Baleares, Extremadura, Castilla la Vieja y Castilla la Nueva.

## Biografía

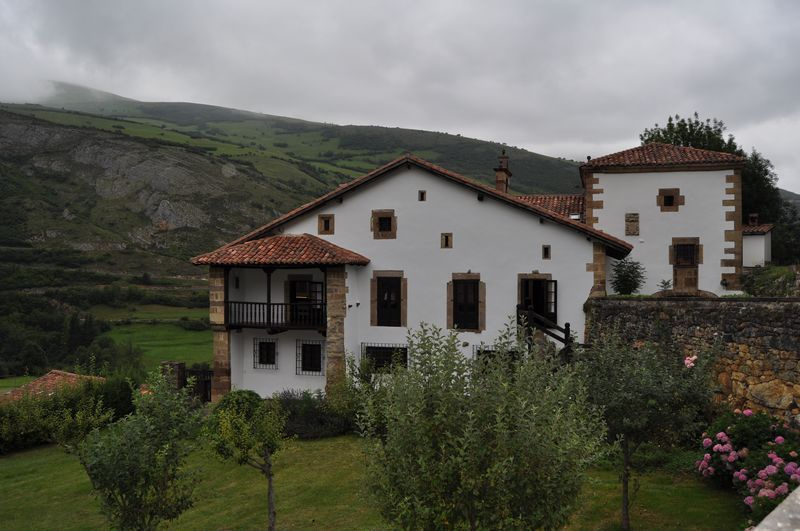
Casona de Tudanca, casa familiar del general.

### Infancia y formación
Nació en la aldea de La Lastra, en el municipio de Tudanca (Cantabria), como tercer hijo de Francisco Tomás García de la Cuesta y de Juliana Fernández de Celis, pertenecientes a la pequeña nobleza local. Su tío paterno fue José Patricio García de la Cuesta y Velarde, canónigo magistral de la catedral de Plasencia que llegó a ser obispo de Ceuta (1756-1761) y Sigüenza (1761-1768).
Desarrolló estudios de Gramática y Filosofía en los Escolapios de Villacarriedo (Cantabria). Tuvo una temprana vocación militar pero se encontró con la oposición frontal de su padre. Sin embargo, bajo la protección de su tío obispo, ingresó como cadete del Regimiento de Infantería de Toledo el 15 de abril de 1758. Con este regimiento fue destinado poco después a Orán, ciudad española desde 1732, donde estuvo cuatro años estudiando matemáticas en la Real Academia de la ciudad. Fue ascendido a subteniente del Regimiento de Infantería de Granada el 21 de enero de 1762.

### Guerra contra Portugal (1761-1763)
Siendo subteniente actuó en la guerra de Portugal, destacándose en el sitio y toma de Almeida (16 al 25 de agosto de 1762), donde después permaneció acantonado. El 23 de abril de 1766 contribuyó a la formación de una compañía del nuevo Regimiento de Infantería de Extremadura, nombrándole capitán el 7 de junio de ese mismo año. Cuesta se desempeñó como sargento mayor hasta que la disposición del nuevo regimiento estuvo terminada y aprobada.

### Guerra anglo-española (1779-1783)
Después dirigió la Escuela de Cadetes de Segovia y, entre los años 1775 y 1777, fue alumno de la Academia Militar de Ávila, donde se dedicó a los estudios de Táctica. En este mismo período fue enviado a realizar las quintas en la provincia. El 25 de mayo de 1779 fue ascendido a teniente coronel y enviado al sitio de Gibraltar (1779-1783), en el cual permaneció por espacio de diecinueve meses hasta su conclusión.

### Servicio en América

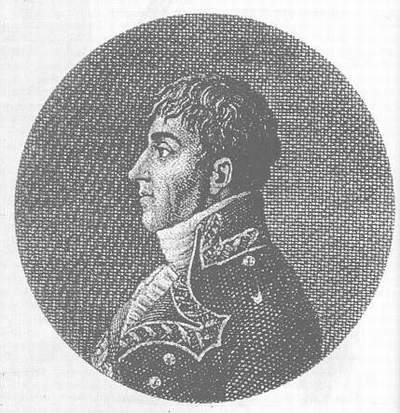
García de la Cuesta

El 22 de diciembre de 1781 se le encomendó la sargentía mayor del Regimiento de Extremadura y fue enviado al Guarico (Venezuela). Sirvió catorce meses en el ejército de operaciones de América destinado en Santo Domingo para la realización de una expedición a la Colonia de Jamaica. Durante este período ejerció de mayor de la brigada de Soria sin pertenecer a esa unidad, trabajos por los que no recibió remuneración. Abandonó la isla por Cabo Francés a La Habana, de donde se embarcó con su regimiento para Portobelo, con destino al Virreinato del Perú para sofocar la insurrección de Tupac Amaru (12 de julio de 1783). Tras atravesar el istmo de Panamá desembarcó en Lima, donde estuvo destinado un año. Volvió a embarcarse en el puerto de Arica, al conferirle el mando de las provincias internas del Perú. Tras atravesar los Andes, cruzó Potosí y llegó a la ciudad de La Plata, donde a los pocos días enfrentó una revuelta de la milicia local con sólo una compañía de granaderos, recibiendo  la aprobación del Virrey. En La Plata se casó a la edad de 50 años con la viuda criolla Nicolasa López y Nieto, natural de Córdoba e hija de José López Lisperguer, oidor de la Real Audiencia de Charcas. Al poco tiempo se le confirió la tenencia coronela del Regimiento de Extremadura (7 de noviembre de 1786). En 1788 pasó a Buenos Aires y Montevideo. Por el ascenso al trono de Carlos IV, en enero del año siguiente se le ascendió a coronel. El 4 de septiembre, mientras se disponía a volver a Cádiz, obtuvo la coronelía del Regimiento de Extremadura.

### Guerra del Rosellón (1793-1795)
Ya en España, en agosto de 1791, se le destinó a completar la guarnición de la plaza de Badajoz. Al estallar el 7 de marzo de 1793 la guerra con Francia, fue destinado al frente del Rosellón, obteniendo un notable prestigio por su actuación. Bajo su mando se tomaron, durante la batalla de Perpiñán, los barrios de Cabestany y Vernet, donde fue herido. Participó después en la batalla de Peyrestortes el 17 de septiembre, tras la cual fue ascendido a brigadier el 10 de octubre.
Como segundo del conde de la Unión, capitán general de Cataluña, destacó dirigiendo las fuerzas españolas, entre otras acciones, en la batalla de Ceret el 20 de abril, la toma del puesto de San Ferreol (26 de noviembre), lo que le valió el ascenso a mariscal de campo (5 de diciembre), y el ataque a Colliure el 21 de diciembre. El 20 de abril de 1794 se le encargó el lado izquierdo del ejército en la frontera de Urgel y, a finales de ese año, la subinspección de milicias del ejército de Cataluña.
El 19 de marzo de 1795 fue nombrado gobernador de Gerona, tras la toma del castillo de Figueras por las tropas francesas (castillo que Cuesta había dirigido), cargo al que sumó el corregimiento el 22 de abril. A inicios de mayo volvió al combate asumiendo, por orden del capitán general José de Urrutia, el mando del ala derecha del ejército de Cataluña. En junio participó en la ofensiva del río Fluvià, poniendo en fuga a los franceses. Tras atravesar el río, fue atacado, rechazando la ofensiva francesa en la batalla de Pontós el 11 de junio por tres veces, persiguiéndoles hasta Figueras. En julio Urrutia le encargó la reconquista de la Cerdaña, en la que fue su última acción en esta guerra: la recuperación de Puigcerdá el 26 de julio.

### Capitán General
Finalizada la guerra, Cuesta volvió a su cargo en Gerona y fue ascendido a teniente general el 4 de septiembre de 1795. Al año siguiente se le nombró presidente del consejo de guerra que se celebró en Barcelona para juzgar la rendición de la plaza de San Fernando durante la guerra. Posteriormente fue nombrado capitán general de Mallorca (Islas Baleares) y presidente de su Real Audiencia (7 de mayo de 1798). Entró en Mallorca por el puerto de Alcudia el 13 de julio y cuatro días después tomó posesión en la capital insular. Permaneció muy poco al frente del mando de Mallorca. Debido al prestigio ganado en la guerra, en noviembre fue nombrado presidente del Consejo de Castilla, la más alta institución de gobierno de la monarquía, y capitán general de Castilla la Nueva, que había obtenido el 9 de octubre.

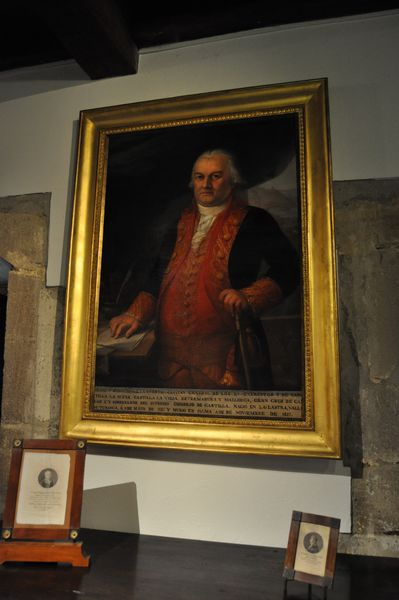
Retrato en su casa familiar.

En el Consejo de Castilla tuvo una relación tormentosa con Manuel Godoy, valido del rey, que provocó su destitución y destierro a su tierra natal en abril de 1801. Permaneció apartado de la vida política hasta que Godoy cayó en marzo de 1808. Cuesta opinó que Godoy había provocado el "caos y la desolación a la que había reducido [a España] el despotismo y la ignorancia de su anterior administración". Fernando VII le nombró capitán general del reino de Galicia, cargo que no llegó a asumir al ser nombrado para el mismo en Castilla la Vieja, con la presidencia de la Real Chancillería de Valladolid, el 2 de abril.

### Guerra de la Independencia (1808-1814)
El 25 de mayo Napoleón Bonaparte le nombró virrey de Nueva España con la finalidad de ganarse su favor, ofrecimiento que el general ni siquiera respondió. En los sucesos del 31 de mayo (reflejo del Dos de Mayo) en la capital vallisoletana, una muchedumbre aclamó a Fernando VII como rey, exigiendo frente a las casas consistoriales el alistamiento general, la entrega de armas y la designación de un jefe militar. Arrastrado por la voluntad popular, Cuesta organizó un ejército apresuradamente, pues el cuartel general francés estaba en Burgos. La noticia de la insurrección vallisoletana fue recibida en el cuartel general francés la noche del 4 de junio. El mariscal Bessières, visto el evidente riesgo de ruptura de la ruta militar de Francia a Madrid, dio prioridad a despejar la vía sobre la que se cernía la amenaza de las desconocidas (por ello temidas) fuerzas de Cuesta. En consecuencia, las operaciones de los generales Merle y Lasalle en Cantabria fueron desviadas a la Meseta, uniendo sus filas en Dueñas el 11 de junio. Estas fuerzas combatieron en Torquemada y entraron en Palencia.
García de la Cuesta logró reunir finalmente una fuerza que no superó los 8 000 efectivos, formada esencialmente por estudiantes, campesinos y veteranos, que recibió el nombre de Ejército de Castilla. Por su parte, el ejército francés preparó un destacamento al mando del general Lasalle, perteneciente al cuerpo del Ejército francés dirigido por el mariscal Bessières, que tenía órdenes de normalizar la situación en la ciudad de Valladolid, compuesto de unos 9 000 hombres. El 12 de junio, las tropas de Cuesta se desplegaron en Cabezón del Pisuerga, entre el puente y el camino de Burgos, frente a las tropas francesas que acechaban. Sin embargo, llevado por el entusiasmo de sus hombres, Cuesta decidió cruzar el puente y atacar a las fuerzas francesas, dejando el río a sus espaldas. Cuesta fue derrotado en la batalla de Cabezón de Pisuerga el 12 de junio de 1808. Esta derrota le obligó a abandonar Valladolid y retirarse camino de León. Solicitó entonces la colaboración de la Junta Suprema del Reino de Galicia. Junto al teniente general Joaquín Blake, comandante del Ejército de Galicia, recibió un nuevo revés en la Batalla de Medina de Rioseco el 18 de julio.
El 5 de septiembre se celebró en Madrid una reunión de jefes de ejércitos para tratar de organizar un mando único central, el cual reclamó para sí Cuesta, dada su antigüedad y haber sido el único nombrado directamente por el Rey. Sin embargo, se encontró con la oposición fundamentalmente del teniente general Francisco Javier Castaños, cuyo prestigio había aumentado considerablemente por su reciente victoria en Bailén. Pocos días después, Cuesta ordenaba la detención de Antonio Valdés, presidente de la Junta Suprema de Galicia (13 de septiembre), al que encarceló en Segovia. Sus enemigos lo empezaron a acusar de ser el "Dictador de Castilla". Este acto le indispuso con la Junta Central, cuyo presidente, el conde de Floridablanca, le ordenó presentarse ante la misma en Aranjuez, siendo relevado de su mando y arrestado. Cuesta permaneció detenido incluso cuando los franceses entraron en Madrid, como él había advertido. Habiéndose retirado la Junta a Mérida, la población reclamó, dado su prestigio, que se le diese a Cuesta el mando del ejército de la provincia, entonces vacante, para detener el avance de los franceses hacia Extremadura, a lo que finalmente Floridablanca accedió. El 29 de diciembre, Cuesta era nombrado capitán general de Extremadura y su ejército.
Tras la pérdida de Madrid a causa de la derrota en Somosierra, la situación española se había vuelto más desesperada. Cuesta reorganizó rápidamente el ejército de Extremadura con el fin de defender la frontera meridional. Desafiando la prudencia militar de la época, Cuesta tomó la ofensiva en cuanto logró reunir una fuerza suficiente y encontró finalmente la victoria. En enero y febrero de 1809 toda la actual provincia de Badajoz es reconquistada a los franceses. Cuesta ve negadas su solicitud de víveres y refuerzos hasta que las autoridades locales aprueban las disposiciones que ha tomado con el ejército. En primavera, una ofensiva francesa anula la ventaja del año anterior. El 28 de marzo, Cuesta —con sus 68 años, el general más antiguo y también el de mayor edad del ejército español— es herido y su ejército severamente derrotado en la batalla de Medellín (28 de marzo de 1809), donde la mitad de sus tropas fueron destruidas y él herido. A pesar de ello, el 1 de abril de 1809 obtuvo el máximo grado del escalafón militar: capitán general. Las conspiraciones y enredos protagonizados por muchos jefes militares continuaron, Cuesta incluido, en detrimento de la lucha contra fuerza invasora. Con el general Francisco Xavier Venegas, entre otros, estuvo fuertemente enfrentado, a quien más tarde criticaría en su Manifiesto de 1811. Venegas le replicaría en su Vindicación, al igual que la Junta Central y el duque de Alburquerque, entre otros.
En junio de 1809, Cuesta fue nombrado capitán general de Castilla la Nueva, para que ayudara en las operaciones en torno a la capital. Reunió entonces sus fuerzas con las de los británicos comandadas por Arthur Wellesley. La relación entre los aliados era difícil, teniendo en cuenta que los británicos priorizaban sus intereses antes que los españoles, algo a lo que García de la Cuesta se oponía fuertemente. No obstante, ambos prepararon la batalla de Talavera (28 de julio), obteniendo una importante victoria para los aliados. Por los méritos de esta batalla, Wellesley recibiría los títulos de vizconde de Wellington y vizconde de Talavera de la Reina. Por su parte, Cuesta recibirá de la Junta Central la Gran Cruz de Carlos III.
Sin embargo, tras la victoria en Talavera, se producen algunas derrotas españolas, para gran satisfacción de los enemigos del general. A pesar de la victoria conseguida con Wellington, en diciembre fue obligado a dimitir de su puesto. Poco después, en Badajoz, sufrió un accidente cerebrovascular que le provocó una hemiplejia y por razones médicas fue evacuado a Sevilla y Málaga, y luego, ante la cercanía de los franceses, a Mallorca. Llegó a Palma el 14 de mayo de 1810 y el 26 de enero del año siguiente se le encomendó de nuevo la Capitanía General de las Islas Baleares y la presidencia de su Real Audiencia. Durante este nuevo mandato tuvo enfrentamientos, entre otros, con el obispo de Mallorca, Bernardo Nadal, quien solicitó su sustitución. En la isla publicó el manifiesto en el cual justificaba su actuación durante la Guerra de la Independencia.

### Fallecimiento
Falleció en el Palacio Real de la Almudaina el 24 de noviembre de 1811 y dos días más tarde recibió sepultura en una capilla de la Catedral de Santa María de Palma de Mallorca. En febrero de 1812, varios diputados en las Cortes de Cádiz propusieron que se le nombrara "Benemérito de la Patria", pero sus enemigos consiguieron evitarlo. A su muerte ostentaba también las siguientes dignidades: caballero Gran Cruz de la Orden de Carlos III, regidor perpetuo de Madrid y socio de mérito de las Reales Sociedades Económicas de Amigos del País de Cantabria y de Mallorca. Su epitafio reza (en la grafía de la época):

MUY EXCELENTISIMO SEÑOR

GREGORIO GARCIA DE LA CUESTA

GENERAL DE LOS EXERCITOS

Y DEL REINO DE MALLORCA

PRESIDENTE DE SU REAL AUDIENCIA

Y DE LA JUNTA SUPERIOR

CABALLERO GRAN CRUZ DE

LA DISTINGUIDA ORDEN DE CARLOS III,

REGIDOR PERPETUO DE LA VILLA

DE MADRID Y SOCIO BENEMERITO

DE LA REALES SOCIEDADES

MALLORQUINA Y CANTABRICA

MURIO EL 26 DE NOVIEMBRE DE 1811

## Semblanza
Es considerado el «auténtico arquetipo del militar duro, obstinado y agresivo hasta la temeridad, celoso y brutal a veces, y a veces valiente sin paliativos» aunque también «un jefe militar honesto, aunque un tanto primario; de aquellos que ponen la acometividad, la fortaleza de carácter y el valor por encima de cualquier otra cualidad militar».

## Obras
- Manifiesto que presenta a la Europa el Capitan General de los Reales Egercitos Don Gregorio Garcia de la Cuesta, Palma de Mallorca, 1811.

## Condecoraciones
- Gran Cruz de la Real y Distinguida Orden de Carlos III ( España).
- Regidor Perpetuo de la Villa de Madrid.
- Socio de Mérito de la Real Sociedad Cantábrica de Amigos del País.
- Socio de Mérito de la Sociedad de Amigos del País del Reino de Mallorca.